# Coryphopteris inopinata
Coryphopteris inopinata är en kärrbräkenväxtart som beskrevs av Holtt. Coryphopteris inopinata ingår i släktet Coryphopteris och familjen Thelypteridaceae. Inga underarter finns listade.